# Hexahydrite
Ne doit pas être confondu avec Hexaédrite.
L'hexahydrite est une espèce minérale, assez rare et hygroscopique à l'air ambiant, de sulfate de magnésium hexahydraté de formule MgSO4 · 6 H2O. 
Ce minéral fragile, typique des formations évaporitiques lorsqu'il est issu de genèse secondaire, possède une maille monoclinique et une densité de l'ordre de 1,76.

## Historique de la description et de l'appellation
L'hexahydrate de sulfate de magnésium est un minéral naturel analysé et inventorié, à partir d'échantillons collectés près de la rivière Bonaparte coulant en Colombie-Britannique, par Robert Angus Alister Johnston en 1911. Son nom provient de sa structure chimique, à savoir son degré ou niveau d'hydratation, rappelé par le mot formé des termes grecs scientifiques hexa (six) et hudor ou hydr (eau), avec le suffixe ou terminaison minérale -ite. 

## Cristallochimie
Le groupe de l'hexahydrite de maille monoclinique, comprend, à part celle-ci, les termes suivants :
- la nickelhexahydrite (Ni,Mg,FeII)(SO4)•6H2O,
- la bianchite (Zn,FeII)(SO4)•6H2O
- la ferrohexahydrite FeIISO4•6H2O
- la chvaleticéite (MnII,Mg)SO4•6H2O
- la moorhouséite (Co,Ni,MnII)SO4•6H2O

Ce groupe s'explique par la possibilité de multiples substitutions cationiques, au sein du réseau de gros anions sulfates.

## Propriétés physiques et chimiques
Les cristaux sont hygroscopiques. Le minéral absorbe l'humidité de l'air et engendre l'epsomite, mais aussi il se déshydrate facilement en starkeyite MgSO4 • 4 H2O, analogue de la rozénite ferreuse.
Elle est par sa composition intermédiaire entre la pentahydrite MgSO4 • 5 H2O et l'epsomite MgSO4 • 7 H2O, dans la famille des sulfates de magnésium hydratés, qui comprend en outre la kiesérite monohydratée, la sandérite MgSO4 • 2 H2O, la cranswickite MgSO4 • 4 H2O, dimorphe de la starkeyite ou β-Starkeyite, et la méridianiite MgSO4 • 11 H2O. Elle s'en distingue par les réactions chimiques et les spectres, par exemple de diffraction aux rayons X.
L'analyse chimique pondérale donne en masse 17,64 % MgO, 35,04 % SO3 et 47,32 % H2O

## Gîtes et gisements
Elle est caractéristique et assez abondante dans les formations évaporitiques, marines ou de lacs salés, où elle peut être considérée comme une roche. Elle est beaucoup plus rare dans les précipités de fumerolles.

### Gîtologie et minéraux associés
Gîtologiedans les gisements de sels formés par évaporation de l'eau de mer ou des lacs salés et, plus rarement, comme efflorescence volcanique et dépôt hydrothermaux.
Elle est souvent associée à l'epsomite et au sidérotile.
Minéraux associésanhydrite, boracite, carnallite, célestine, epsomite, halite, sylvine, picromérite, léonite, polyhalite, sulfoborite.

### Gisements abondants ou caractéristiques
Afrique du Sud
- Epsom Pot Cave, Transvaal

 Allemagne
- Wathlingen, Basse-Saxe
- Mines de potasse et de sel gemme "Brefeld" près de Tarthun en Saxe-Anhalt
- Fosse Anna près Alsdorf,
- Mine de plomb de Maubacher près Horm, Eifel
- Fosse Julia dans le district minier d'Aix-la-Chapelle et dans les mines de cuivre de Marsberg en Westphalie rhénane du Nord
- Fosse d'exploitation 371 à Schlema-Hartenstein et carrière Dubring und Oßling près de Kamenz en Saxe
- Au lieu-dit Lichtenberg près de Ronneburg, carrière Loitsch près de Weida, ardoisières à Lehesten près de Wurzbach (Saale-Orla-Kreis) en Thuringe.

 Antarctique

 Argentine
- Mines sulfurées de Santa Barbara, El Palmar, province de Jujuy

 Australie

 Autriche
- Carrière "Holler" à Badersdorf dans le Burgenland
- Mine de fer de Breitenbuchen“ à Oberbuchach, contrée de Kirchbach
- Mines de sel à Dürrnberg, exploitation cimentière de Gartenau, ravin du Gadauner à Bad Hofgastein dans le Salzburg,
- Admont, Hochlantsch, Langteichengraben, Wolfsgruben, Sunk dans le Steiermark
- Mine saline de Bad Ischler en haute Autriche

 Canada
- Gisement de la Lillooet Mining Division, mais aussi entre Scottie et Carquill Creeks, Clinton district, sur la Bonaparte river, Colombie-Britannique
- Mine de nickel Alexo à Dundonald Township, Cochrane District, Ontario
- Rapid Creek, près de Dawson, Territoire du Yukon
- Pine point, Territoire du Nord-Ouest
- Sites d'exploitation de sulfites "Marbridge" près de La Motte, et d'or, zinc et plomb Montauban près de Mékinac, Québec

 Chili

 Chine

 Égypte

 États-Unis
- Mine d'Oroville, comté d'Okanogan, État de Washington
- Mine Campbell, Bisbee, comté de Cochise et les mines San Manuel, Pinal County, Arizona
- Mine de Long Park, Montrose County, Colorado
- Hexahydrite à longues fibres, Nevada Dominion adit, Pyramid district, Washoe County, Nevada
- Sterling Hill, Sussex County, New Jersey
- Grotte Alum Cave Bluff, Sevier Co., Tennessee

 Espagne

 France

 Royaume-Uni
- North Ballaird Bore No. 3, Balsalloch Farm, près de Ballantrae, Ayrshire, Écosse

 Grèce

 Groenland

 Hongrie

 Italie
- Encroûtement blanc à Antronapiana, province de Novare
- En efflorescence sur les argiles de la route qui mène de Varenne à Esine ou en incrustation blanche sur les talus de la route de Mosnico à Sanico, commune de Vendrogno, province de Côme
- En concrétion compacte blanche dans la mine Calamita, sur l'île d'Elbe.

 Japon

 Maroc

 Macédoine

 Mexique

 Namibie

 Norvège
- Schistes ou shales alunifères sous la vieille ville d'Oslo...

 Pologne
- Mines de Boleslaw

 Russie
- Mines de Crimée, lacs salés du Saki (Ukraine)
- Mer Caspienne
- Sublimés volcaniques dans la péninsule du Kamchatka Peninsula

 Slovaquie

 Suisse
- Mine de sel de Bex dans le canton de Vaud
- Diverses mines de sel ou carrières en Valais, par exemple à Ayer (val d’Anniviers), dans le Binntal, au pont du Diable à Conthey et au mont Chemin
- Fontaine Vittoria à Brissago dans le canton du Tessin

 Tchéquie
- Mine de Kladno et de Kelˇcany

 Turkménistan

 Turquie
- Bassin du Grand Konya, près de Cakmak, province de Konya